# 搗鬼 (瑪丹娜歌曲)
〈搗鬼〉（英語：Hanky Panky）是美國女歌手瑪丹娜在1990年6月所發行的歌曲，為她第二張電影原聲帶《屏息》（英語：I'm Breathless）中第二首單曲。〈搗鬼〉在美國單曲榜獲得第10名的成績。

## 資料

### 歌曲簡介
《屏息》（英語：I'm Breathless）收錄瑪丹娜主演的電影《狄克崔西》（英語：Dick Tracy）當中她自己演唱的主題曲和插曲，唱片的靈感是跟著電影的劇情走，她也首次嘗試了30、40年代百老匯曲風。作為專輯第二支單曲的〈搗鬼〉是一首描寫享受“打屁股”的閨房之樂，在性虐待的煽情慾望中帶點幽默詼諧。

### 商業成績
唱片公司並未幫〈搗鬼〉拍攝音樂影片，但是挾帶著上一首冠軍單曲〈風尚〉強大的後勁力道，〈搗鬼〉在1990年6月30日推出單曲當天旋即進入單曲榜，首週成績佔上第40名，當週〈風尚〉才從第14名緩慢下降中，〈搗鬼〉在1990年7月28日來到它的最高成績第10名，只待一週名次始往下滑，它在榜內一共停留了11週，單曲銷售數字超過50萬張，為瑪丹娜的TOP 10單曲再添上一筆紀錄。
〈搗鬼〉於1990年7月21日在英國單曲榜獲得第2名的成績。